# Musée des Beaux-Arts de Tours
Le musée des Beaux-Arts de Tours est situé dans l'ancien palais épiscopal, à proximité de la cathédrale dans le Vieux-Tours.
Le musée est notamment connu pour ses collections variées qui vont de l'Antiquité à l'art contemporain. Il est également réputé pour son jardin à la française, pour abriter Fritz, un éléphant d'Asie empaillé, et son cèdre du Liban classé. Le site est classé au titre des monuments historiques depuis 1983.

## Historique
Les premiers évêques de la ville de Tours avaient choisi de s’installer à proximité de la cathédrale, dans un palais construit sur le rempart du IVe siècle dont subsiste encore aujourd'hui des traces, notamment la tour d'angle.
Un autre vestige de cette période est une chapelle adossée au palais des archevêques datant du IVe siècle et reconstruite en 591 sur ordre de Grégoire de Tours. Cet édifice fut transformé au XIIe siècle et en partie détruit au XVIIe siècle lors des aménagements du nouveau palais archiépiscopal de Mgr Bertrand d'Eschaud.
Au XIIe siècle fut bâtie l’aile dite du Synode. Constamment transformée au cours des siècles, cette immense salle où se rassemblèrent à deux reprises (1468 et 1484) les états généraux du royaume de France est l’un des lieux historiques les plus évocateurs de l’histoire de Touraine.
Mgr Rosset de Fleury paracheva l’ensemble grâce à la construction du palais à fronton et attique et l’aménagement des terrasses dont la courbe suit le tracé de l’amphithéâtre romain. Enfin, Mgr de Conzié fit élever en 1775, à la place des anciennes écuries, l’imposant portail et l’hémicycle de la cour d’honneur. Il transforma en chapelle archiépiscopale l’ancienne salle du Synode et fit exécuter à cet effet une colonnade à l’antique.

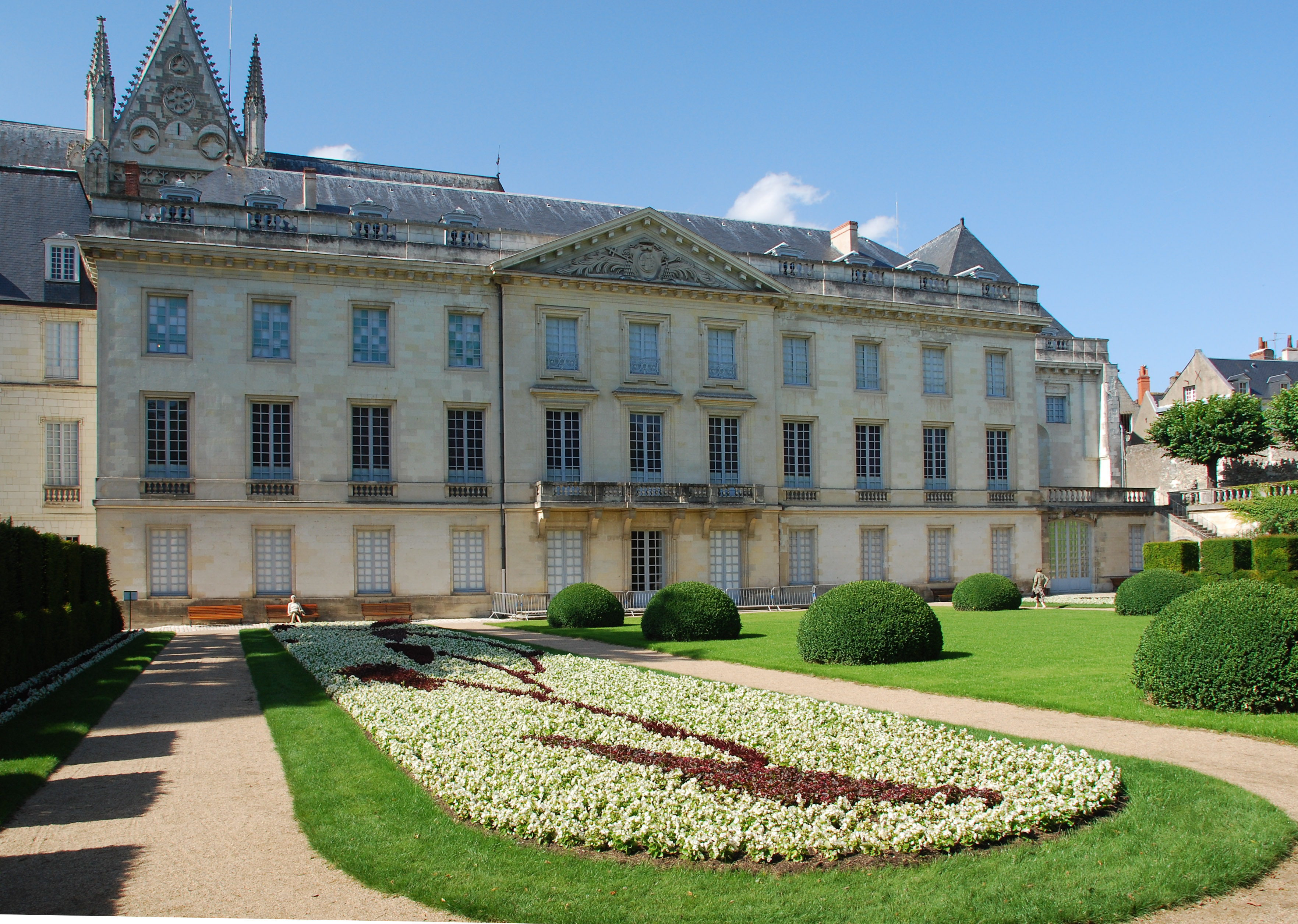
Le bâtiment est précédé d'un jardin.

Après 1789, le palais des Archevêques devient théâtre, école centrale, bibliothèque, puis par arrêté départemental du 6 octobre 1792 et à l’énergie passionnée du fondateur de l’école de dessin de la Ville, Charles-Antoine Rougeot et de son gendre, Jean-Jacques Raverot, devient dépôt des œuvres saisies à la Révolution. Un premier musée ouvre au public le 4 mars 1795.
Sous l’Empire et durant tout le XIXe siècle, les bâtiments sont à nouveau affectés à l’archevêché. Les œuvres quittent donc ce lieu et déménagent dans des locaux provisoires, dans l’ancien couvent de la Visitation, puis dans l’ancienne Intendance, avant que ne soit inauguré en 1828 un bâtiment créé spécialement pour accueillir le musée sur la place des Arts en bord de Loire.
Ce n’est qu’en 1910, date à laquelle la ville devient propriétaire des lieux, que les collections réintègrent l’ancien palais archiépiscopal. Le site est d’une importance capitale pour l’histoire de l’antique Caesarodunum ; le musée abrite en ses souterrains une inscription lapidaire à la gloire des Turones.
Le fonds le plus ancien du musée est constitué d’œuvres saisies en 1794 dans les maisons d’émigrés, les églises et les couvents, en particulier les grandes abbayes de Marmoutier, de Bourgueil et de La Riche, ainsi que des tableaux et des meubles provenant du château de Chanteloup et du château de Richelieu. Parmi les artistes les plus célèbres figurent notamment Gabriel Blanchard, François Boucher, Louis de Boullogne, Jean-Pierre Houël, Charles de La Fosse, Charles Lamy, Eustache Le Sueur, Joseph Parrocel et Jean Restout.

## Legs
Gaëtan Cathelineau (1787-1859), élève et ami de Jacques-Louis David, professeur de dessin au collège royal de Tours, lègue une cinquantaine de tableaux de peintres anciens, dont le seul Hubert Robert incontestable de la collection, Cascade sous un pont en ruines, et un Tobie et l’ange de Louis Cretey.
En 1874, Charles-Calixte Schmidt, restaurateur de peinture et professeur de dessin, né à tours en 1814 et mort à Rochecorbon en 1875, lègue à la Ville de Tours, moyennant une pension viagère de 1 000 francs par an, des meubles, des céramiques, des émaux — en particulier La Femme mal dressée de Jean Laudin, pièce intéressante par la qualité de l’exécution et la particularité du sujet — et des tableaux, dont l’Enlèvement d’Hélène de Frans Francken, le Portrait d’homme de Giovanni Battista Moroni, l’Adoration des Mages de Sebastiano Conca, le portrait présumé de Louis-François Aubert, peintre en émail du le Jeune Roi de Jean-Baptiste Perronneau, les deux Paysage d'Antonio Francesco Peruzzini et bien d’autres œuvres de grande qualité.
Avant sa mort en 1951, le poète et romancier André Foulon de Vaulx lègue une grande partie de la collection de mobilier et de tableaux de son père au musée des Beaux-Arts de Tours.
En 1963, sous la direction de Boris Lossky, le musée reçoit la collection du peintre et collectionneur Octave Linet, constituant ainsi une des plus grandes collections de primitifs italiens après le musée du Louvre et le musée du Petit Palais d’Avignon.
En 1972, après la mort de l'abbé Raymond Marcel, le musée reçoit sa collection d'œuvres d'art constituée d'une douzaine de sculptures et tableaux de la Renaissance.

## Collections

### Peinture
Le musée conserve une collection de peintures importante et assez homogène, ponctuée par plusieurs chefs-d'œuvre dont notamment les deux tableaux d'Andrea Mantegna provenant de la prédelle du retable de San Zeno (le dernier des trois éléments de la prédelle, La Crucifixion, étant conservé à Paris au musée du Louvre).

#### Primitifs italiens et peinture de la Renaissance italienne
La collection  se compose des deux panneaux d'Andrea Mantegna (La Prière au Jardin des Oliviers et La Résurrection) et d'œuvres d'artistes tels que Giambattista Pittoni (Cristo consegna le chiavi a S.Pietro), Antonio Vivarini (L'Archange Gabriel, Saint Louis de Toulouse et Saint Antoine de Padoue), Giovanni di Paolo, Lippo d'Andrea, Naddo Ceccarelli, Niccolo di Tommaso et Lorenzo Veneziano. La peinture italienne des siècles suivants est représentée par des œuvres de Giovanni Battista Moroni, Antonio Tempesta (La Mort d’Absalon et Le Passage de la mer Rouge), Mattia Preti (Le Triomphe de Silène, vers 1635), Sebastiano Conca, Francesco Cairo, Bernardo Strozzi, Innocenzo Tacconi, Paolo Pagani, Francesco Providoni, Corrado Giaquinto, Donato Creti, Francesco Fontebasso ou encore Giuseppe Bazzani.

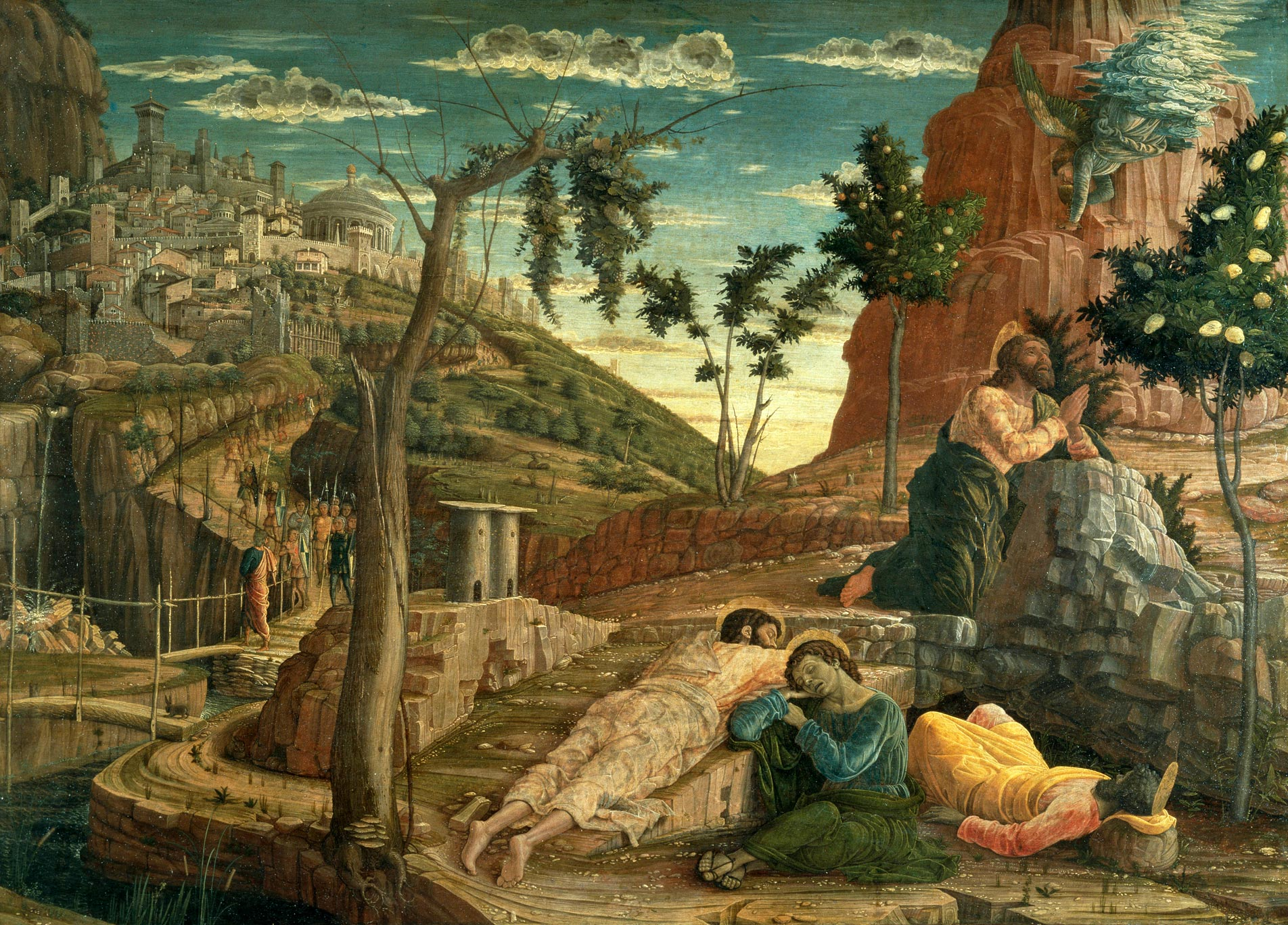
Andrea Mantegna, La Prière au Jardin des Oliviers, 1459, huile sur bois, 71 × 94 cm.
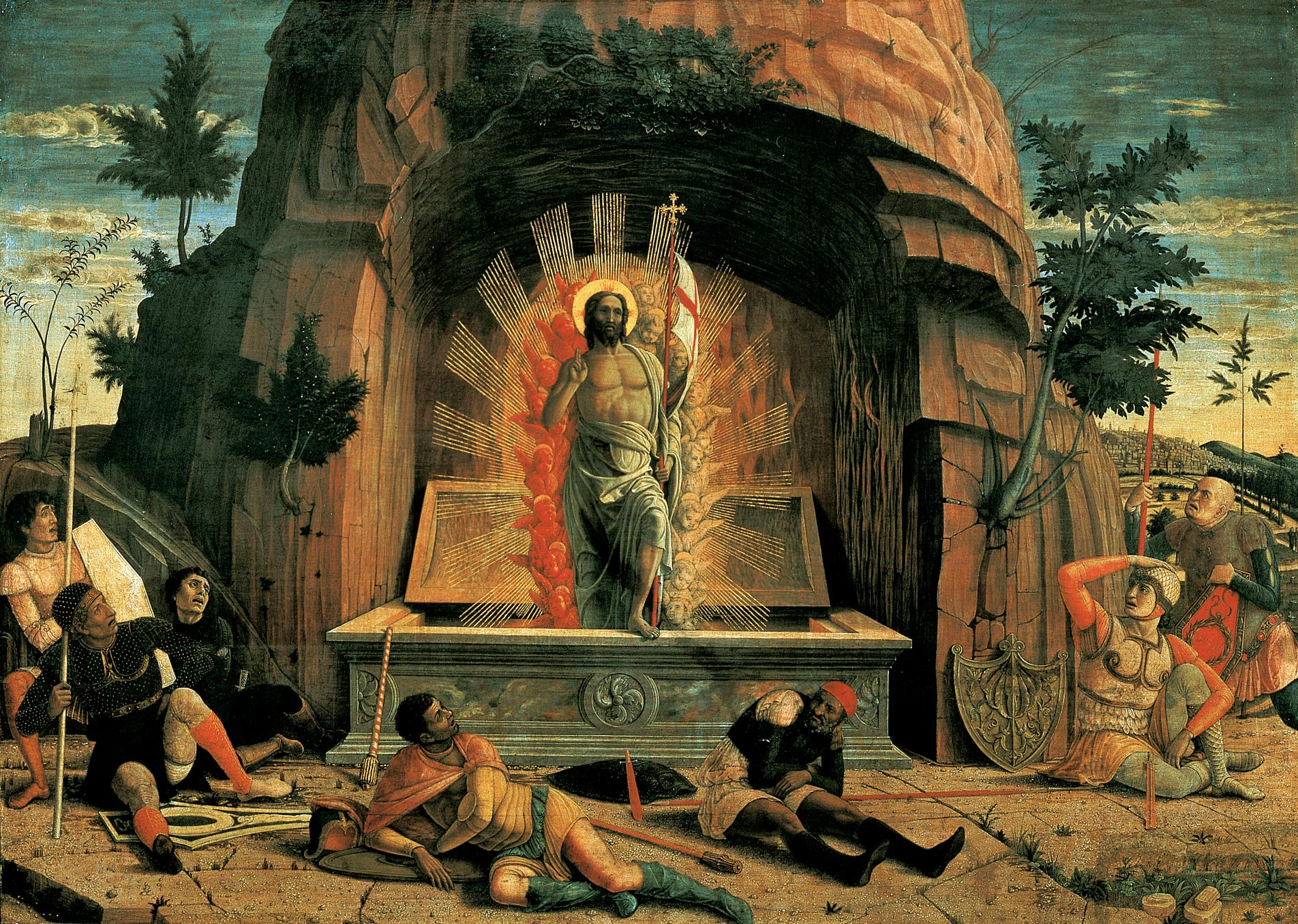
Andrea Mantegna, La Résurrection, 1459, huile sur toile, 71 × 94 cm.
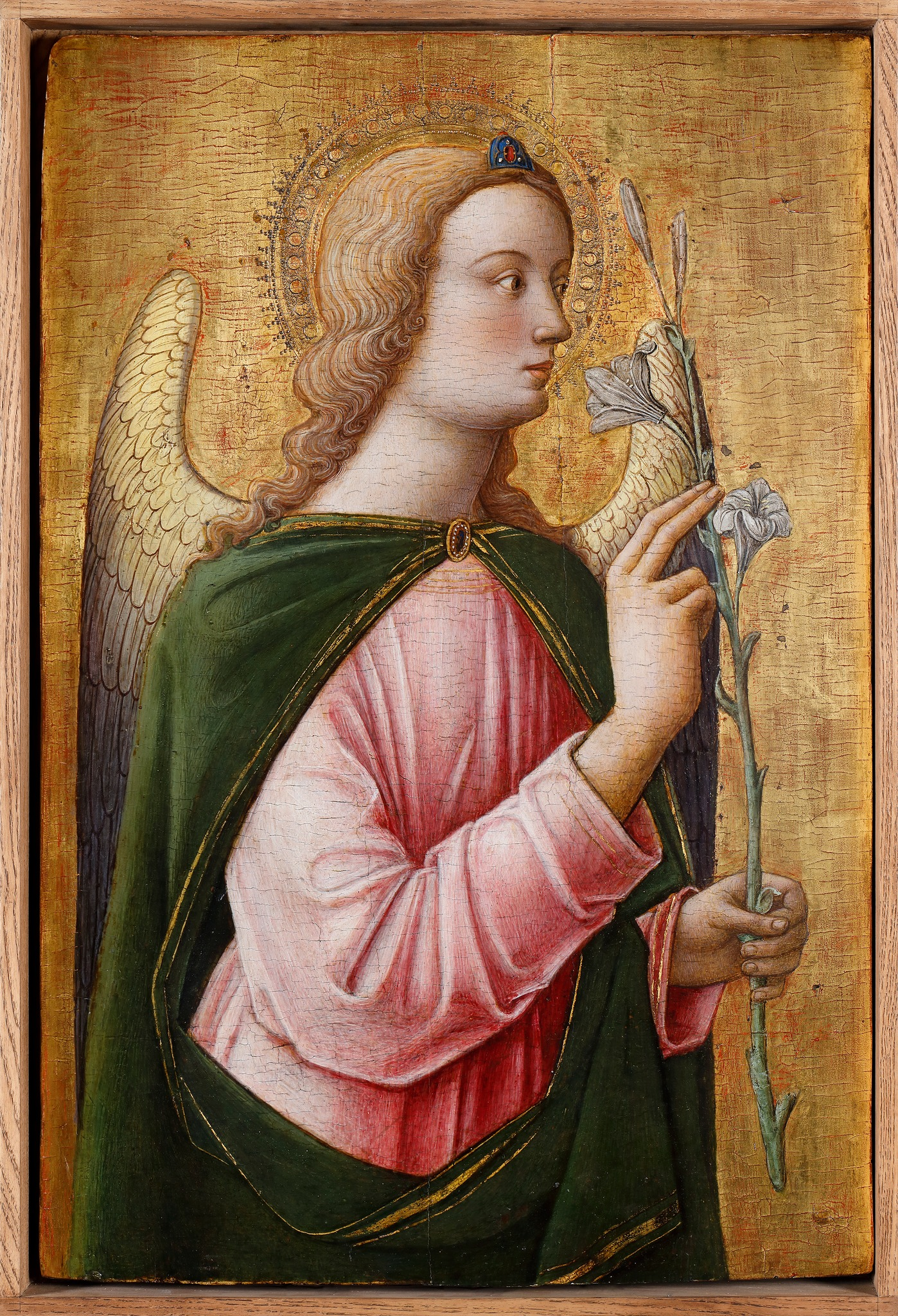
Antonio Vivarini, L'Archange Gabriel, XVe siècle, tempera sur bois, 63 × 41,5 cm.
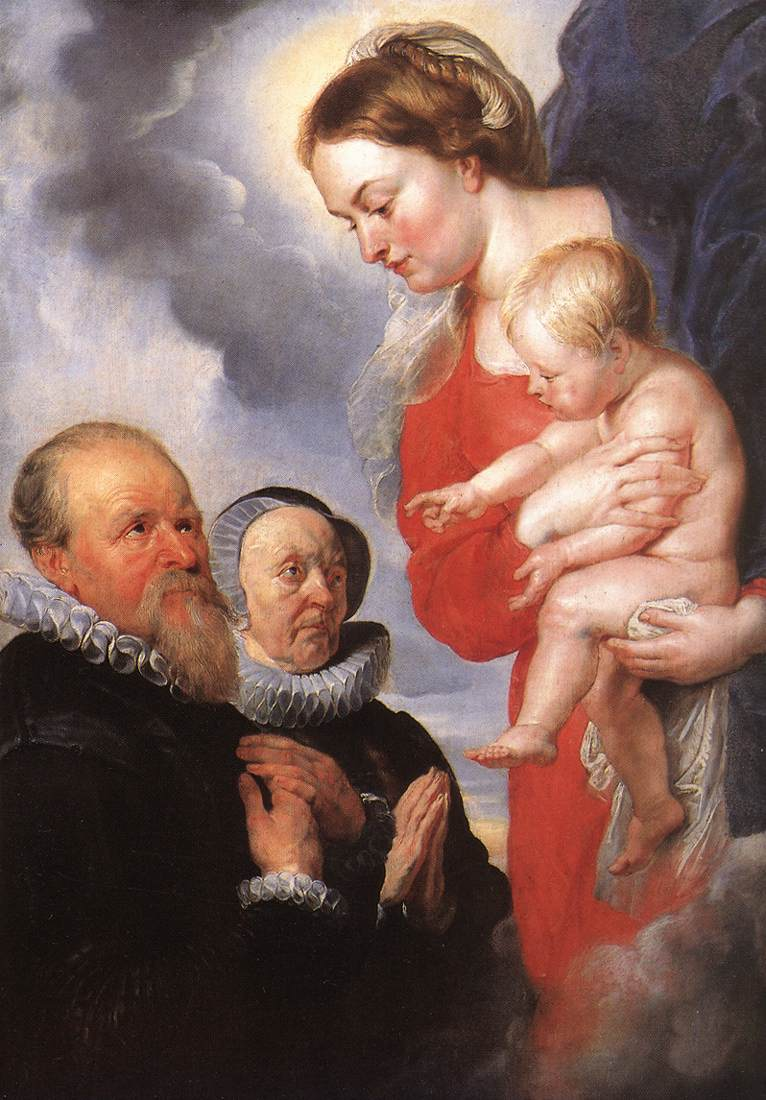
Pierre Paul Rubens, Vierge à l'enfant et portraits des donateurs Alexandre Goubau et son épouse Anne Antoni, vers 1604, huile sur bois.
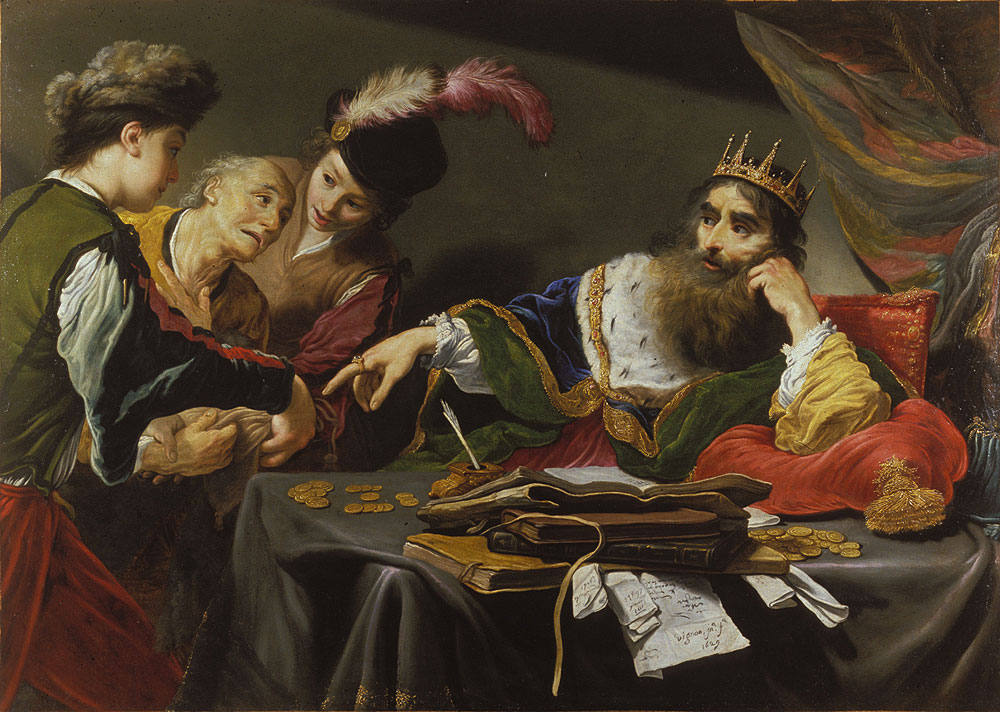
Claude Vignon, La Parabole du serviteur impitoyable, 1629, huile sur toile.
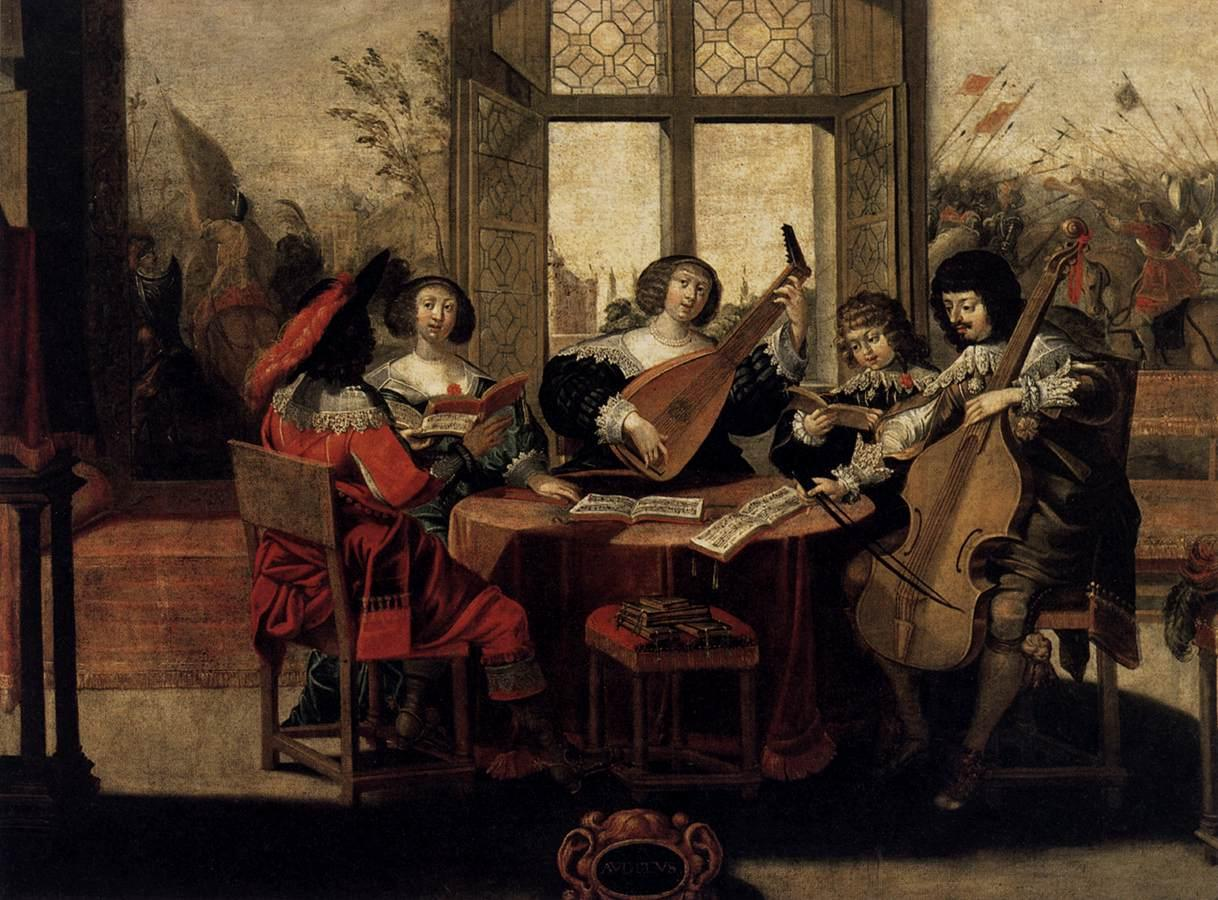
Attribué à Abraham Bosse,Les Cinq Sens : l'ouïe, vers 1635, huile sur toile.
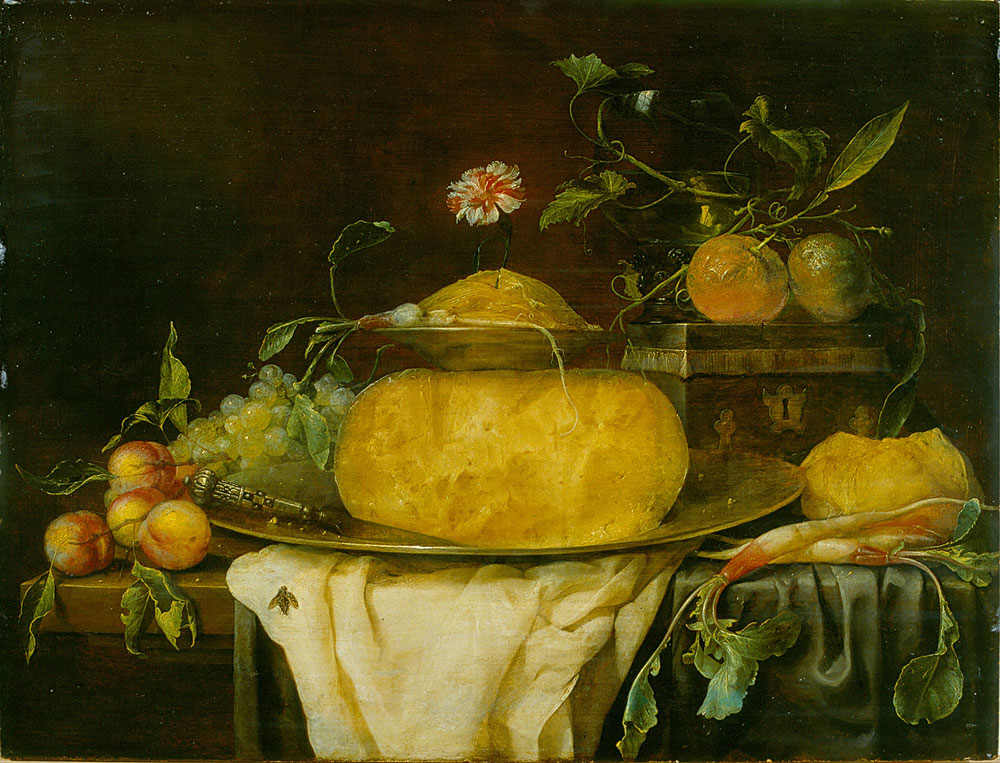
Joris van Son, Nature morte au fromage, années 1650.

#### Peinture française duXVIIeauXVIIIesiècle
Elle est représentée abondamment tant pour le XVIIe siècle que pour le XVIIIe siècle. Le XVIIe siècle est illustré par des artistes comme Claude Vignon (natif de Tours), Philippe de Champaigne, Jacques Blanchard, Eustache Le Sueur, Noël Coypel, Pierre Patel, Louis Cretey, Charles de La Fosse et Hyacinthe Rigaud. Le XVIIIe siècle est illustré par Antoine Coypel, Nicolas de Largillierre, Louis de Boullogne, Jean Jouvenet, Jean Raoux, Pierre Subleyras, François Lemoyne (Pygmalion voyant sa statue animée, 1729), Jean-Marc Nattier (Persée, assistée par Minerve, pétrifie Phinée et ses compagnons en leur présentant la tête de Méduse, morceau de réception à l'Académie royale de peinture et de sculpture en 1718), François Boucher, Carle Van Loo, Alexandre Roslin, Nicolas Lancret, Jean-Baptiste Perronneau, Jean-Baptiste Deshays de Colleville, Joseph Vernet, François-André Vincent et Hubert Robert.

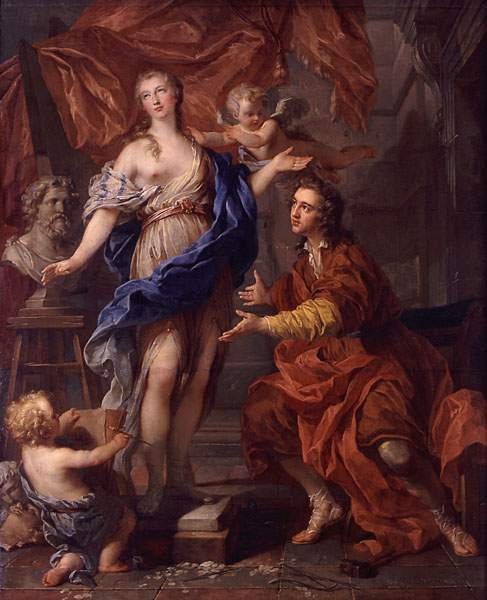
François Lemoyne, Pygmalion et Galatée, 1729.
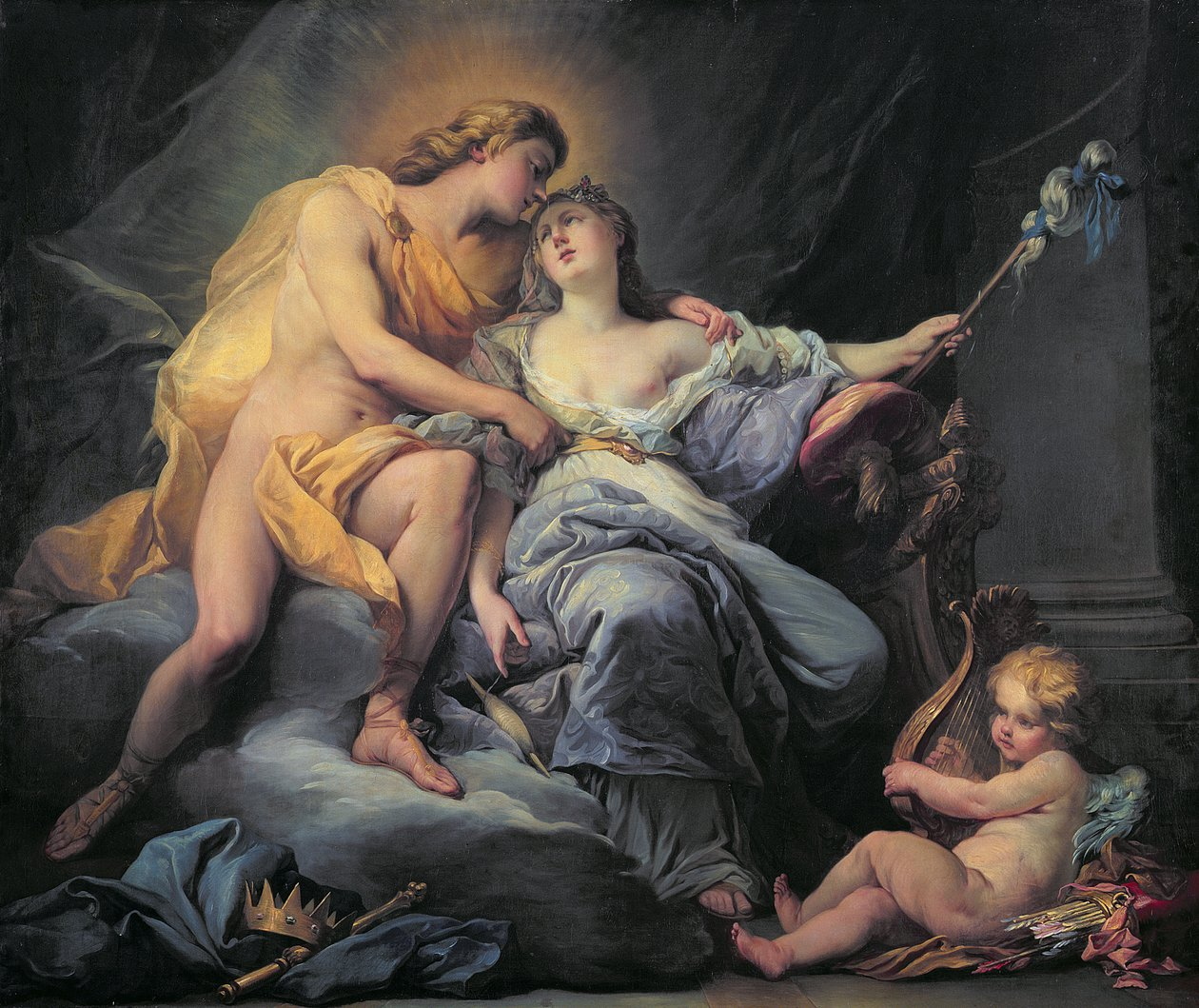
Antoine Boizot, Apollon carressant Leucothoé, 1737.
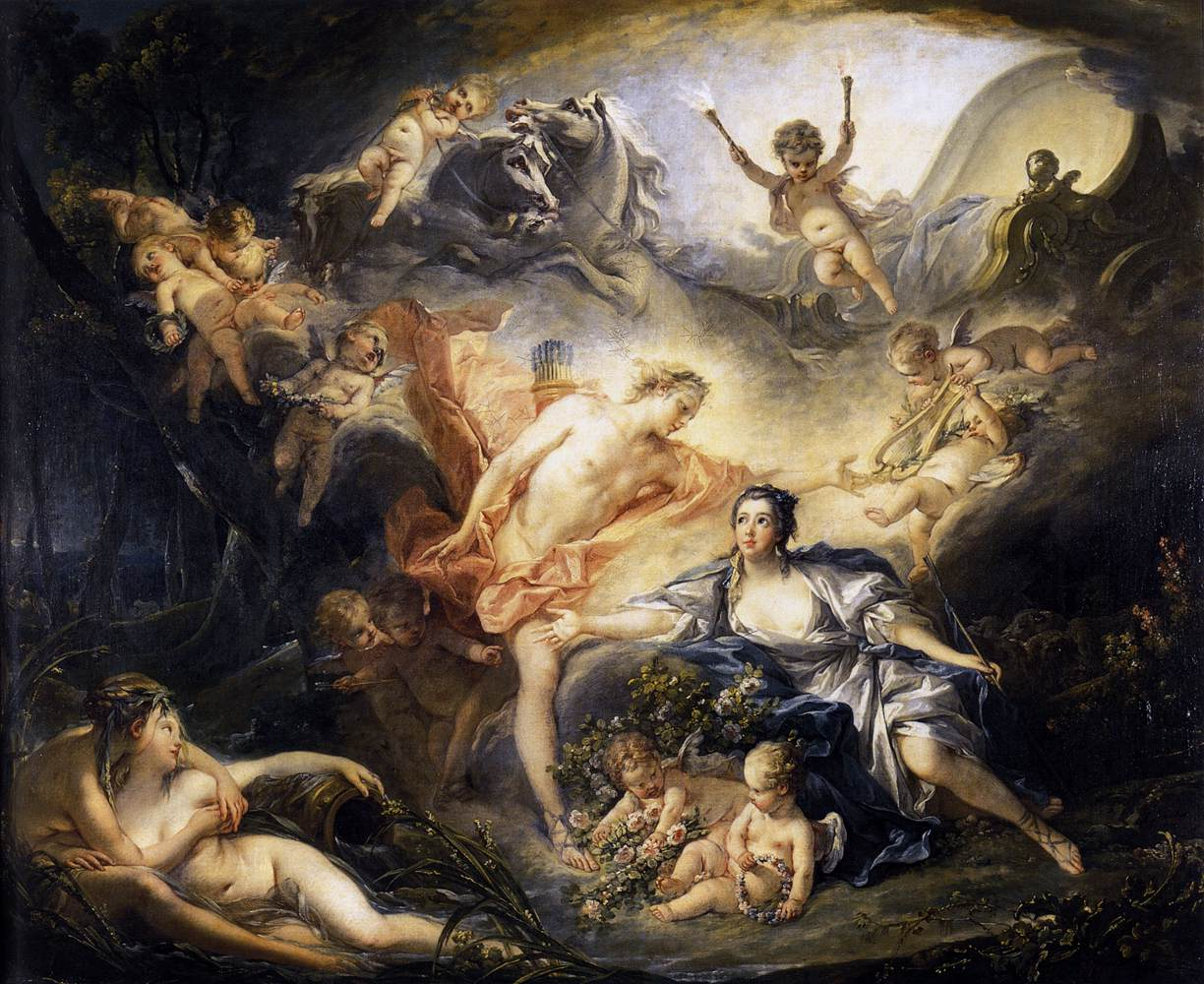
François Boucher, Apollon révélant sa divinité à la bergère Issé, 1750, de huile sur toile.
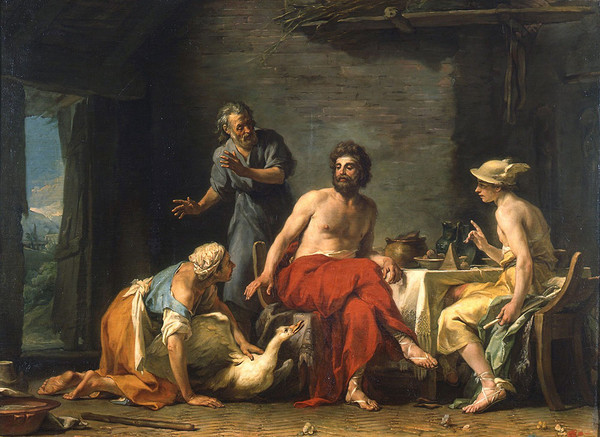
Jean-Bernard Restout, Philémon et Baucis donnant l'hospitalité à Jupiter et Mercure, 1769.
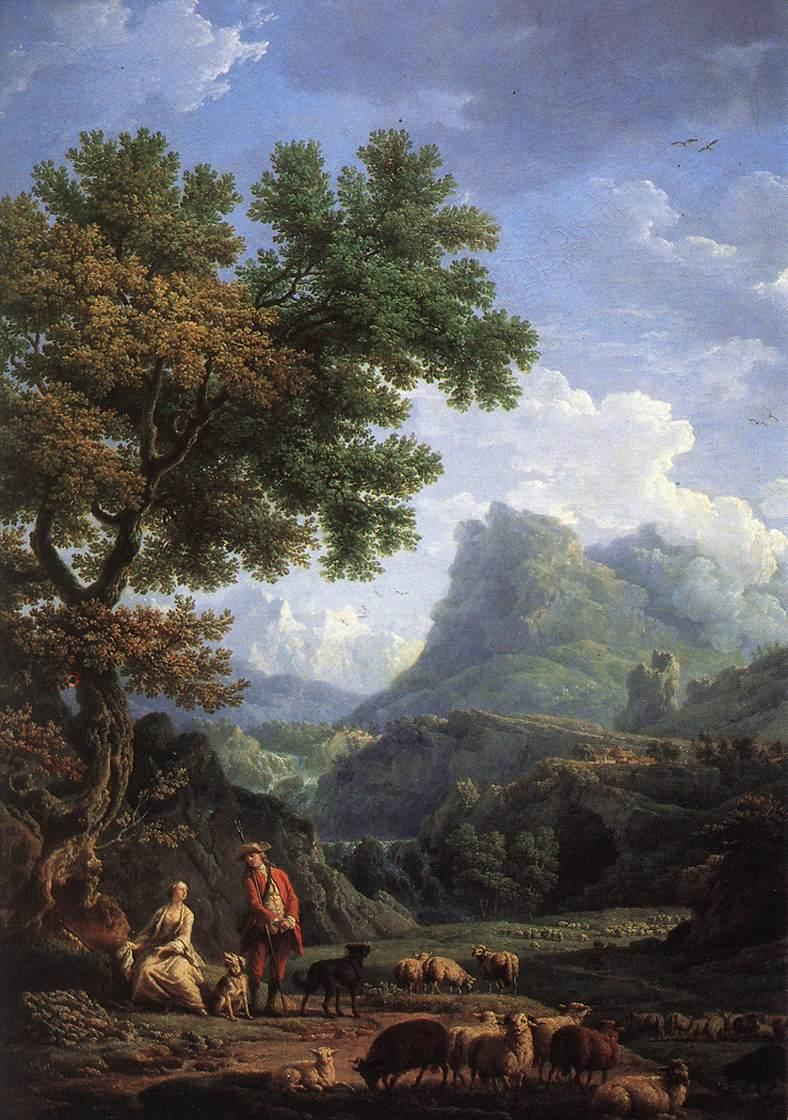
Claude Joseph Vernet, Bergers dans les Alpes, seconde moitié du XVIIIe siècle, huile sur toile.

#### Peinture française duXIXesiècle
Elle est également amplement représentée, notamment avec des œuvres de Jean-Auguste-Dominique Ingres, Théodore Chassériau, Eugène Delacroix, Edgar Degas et Claude Monet (Un bras de la Seine près de Vétheuil), Jean Béraud, Léon Bonnat, Jean-Baptiste Carpeaux, Jules-Élie Delaunay, Carolus-Duran, Henri Gervex, Auguste-Barthélemy Glaize, Hans Makart, Henri Martin, Alphonse Muraton, Jean Veber, Michel Martin Drolling et Félix Ziem.

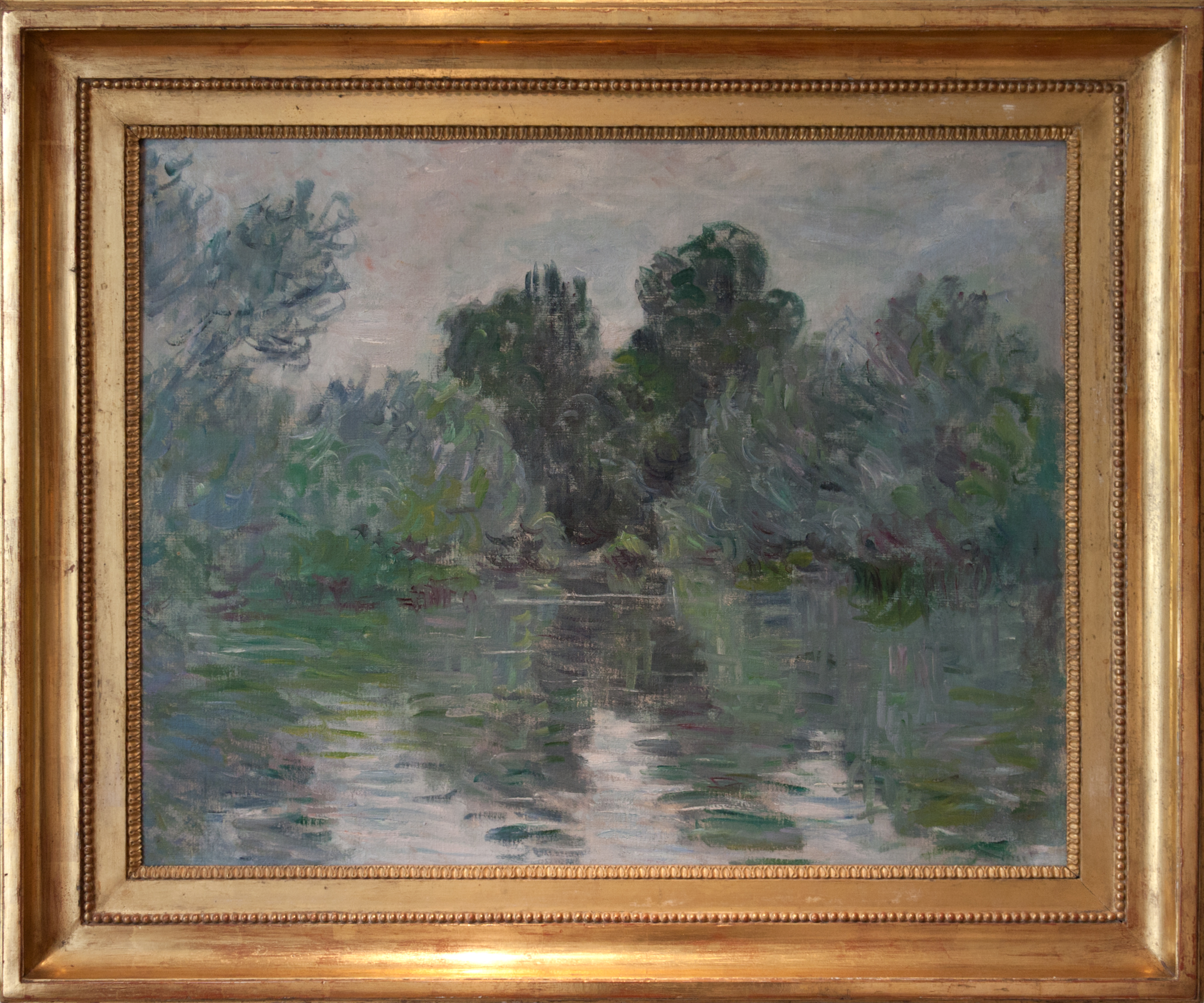
Claude Monet, Un bras de la Seine près de Vétheuil, 1878, huile sur toile.
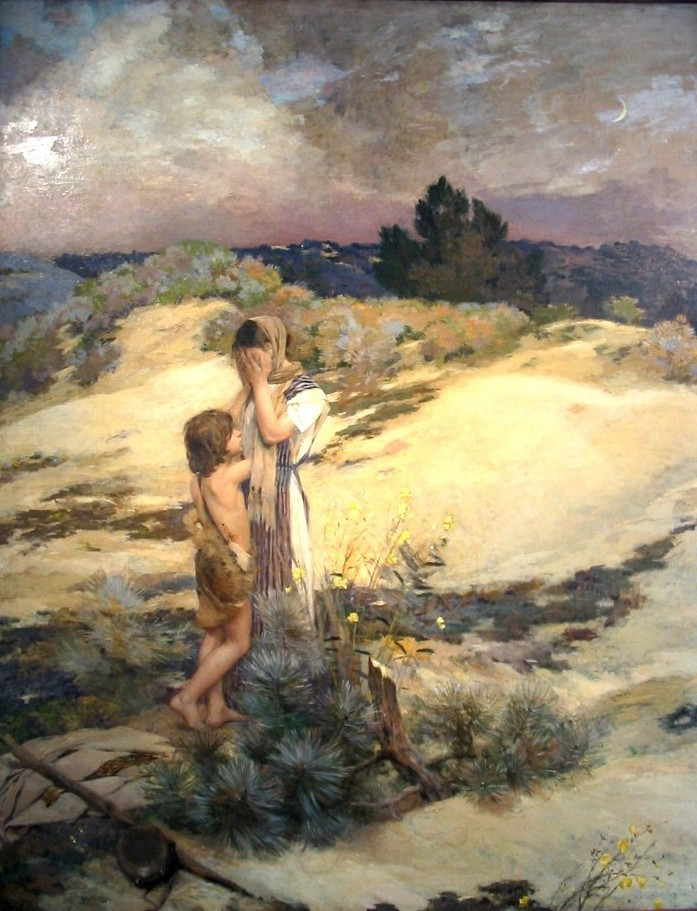
Jean-Charles Cazin, Agar et Ismaël, avant 1880.

#### Peinture flamande et hollandaise
La collection présente des œuvres d'artistes majeurs tels que Rubens et Rembrandt (La Fuite en Égypte) mais aussi de Frans Franken, Gerard ter Borch, Bartholomeus van der Helst, David Teniers le Jeune, Jan van Goyen et Allaert van Everdingen.

#### Peinture duXXesiècle
Le XXe siècle est surtout illustré par un ensemble de peintures abstraites d'Olivier Debré ainsi que par des œuvres de Maurice Denis, Max Ernst, Jeanne Besnard-Fortin, Ferdinand Desnos, Jean-Jacques Morvan, Bruno Peinado, Pierre Buraglio ou Marinette Mathieu.

### Sculpture

#### Antiquité

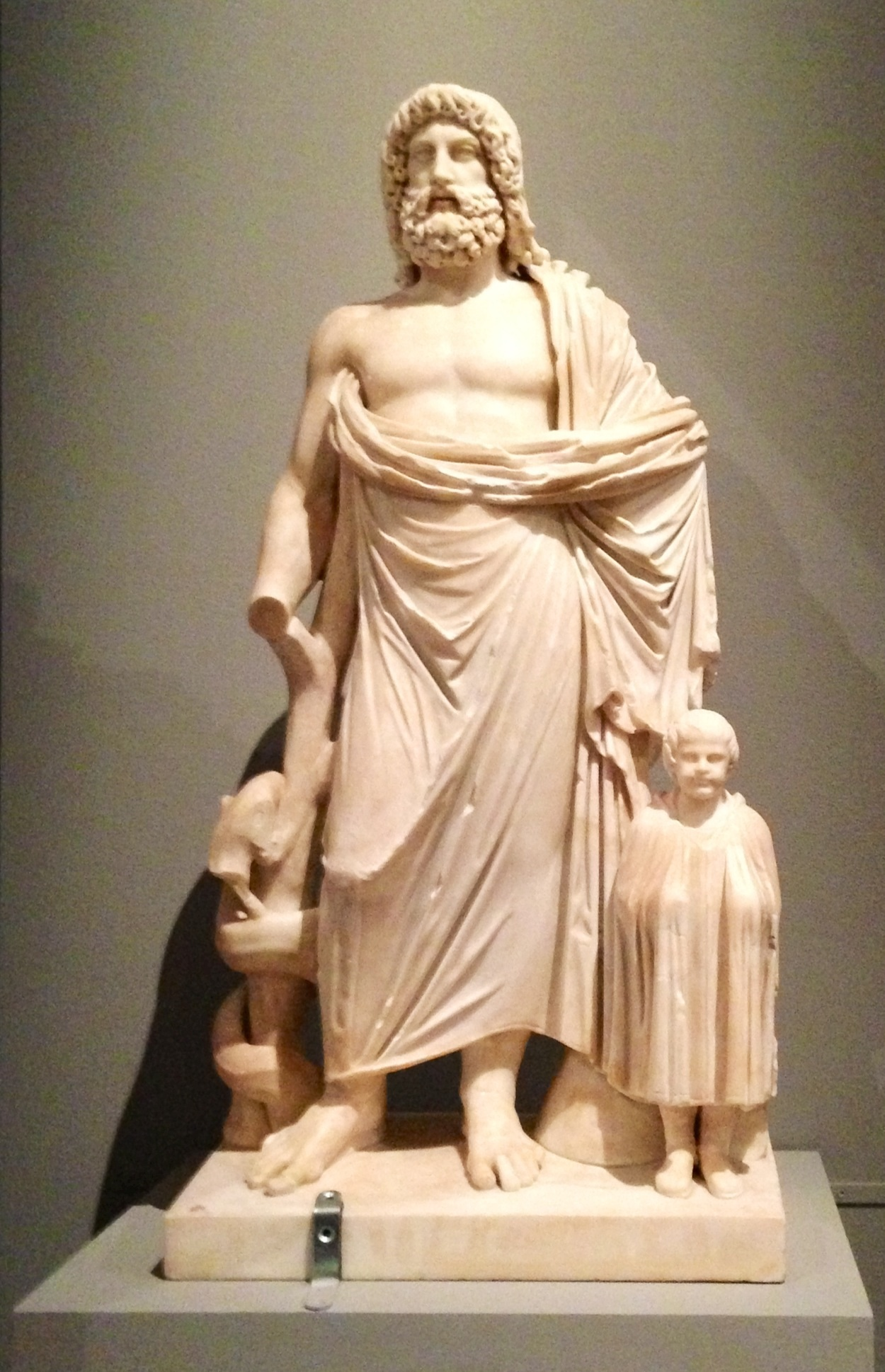
Esculape et Télesphore, Ier-IIe s. ap. J.C., marbre.
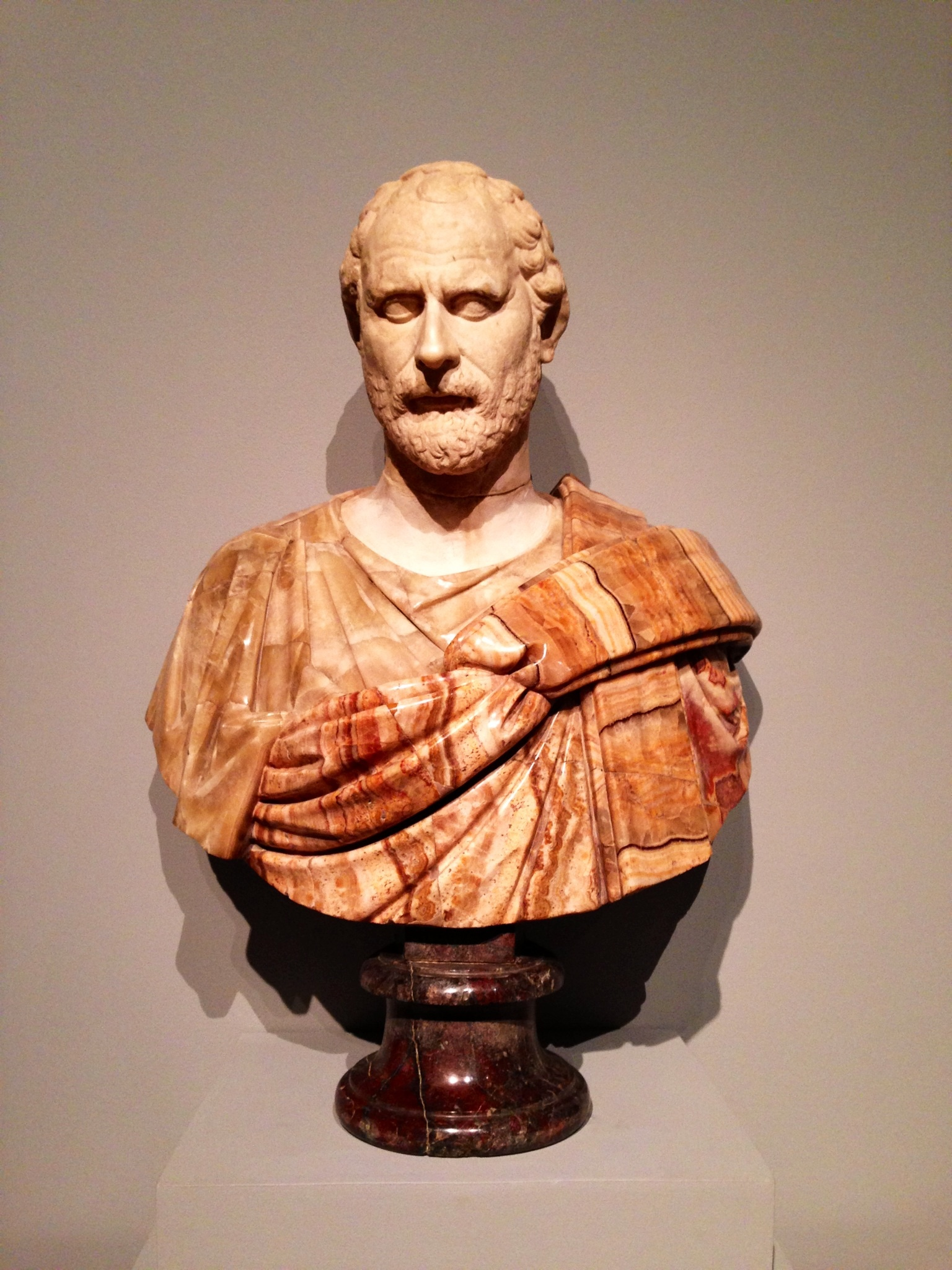
Buste de Démosthène, Ier – IIe siècle après J.-C., marbre blanc, onyx, marbre noir.
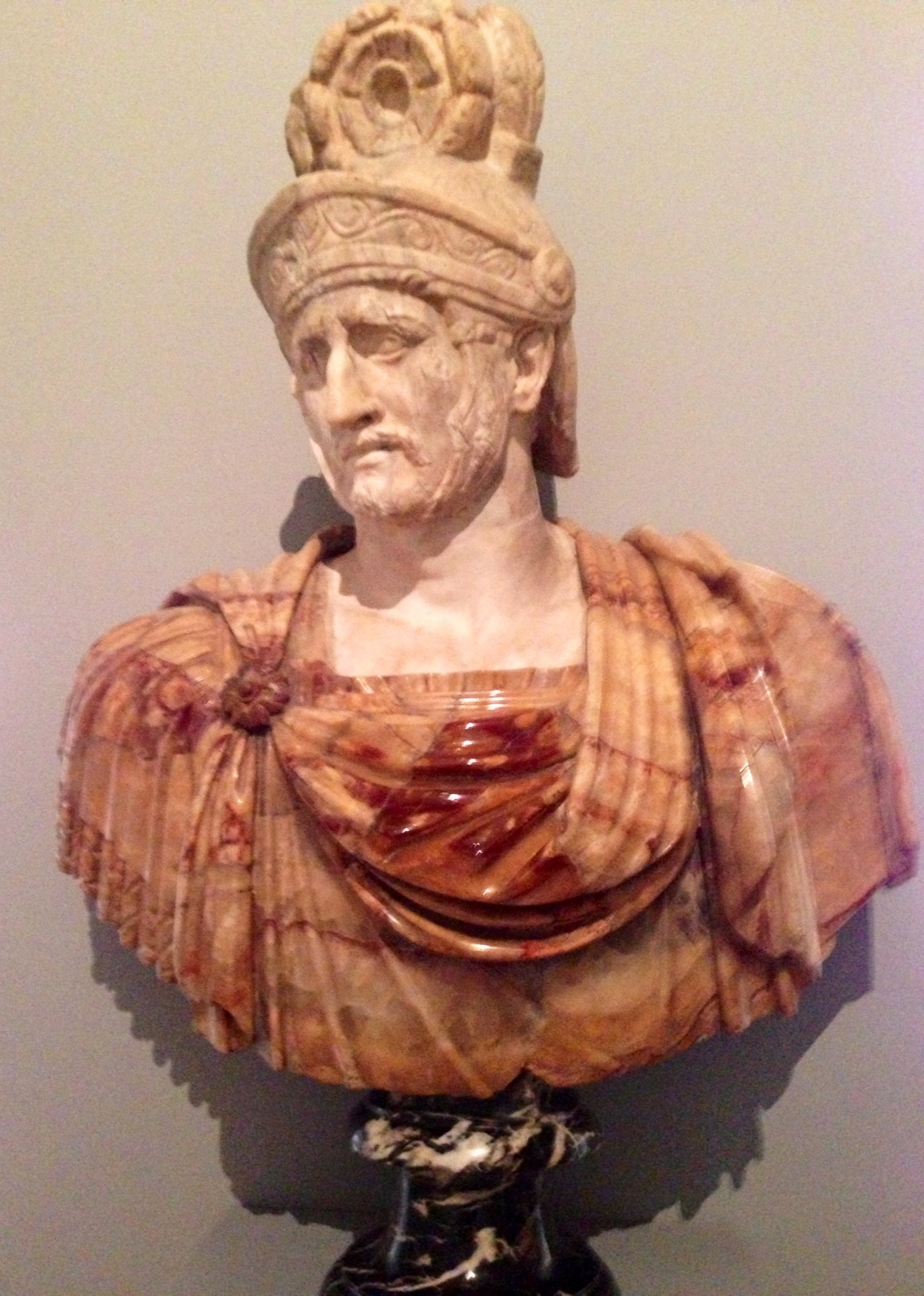
Buste de Pyrrhus, roi d'Épire, IIe siècle après J.-C., marbre blanc, onyx et marbre noir.
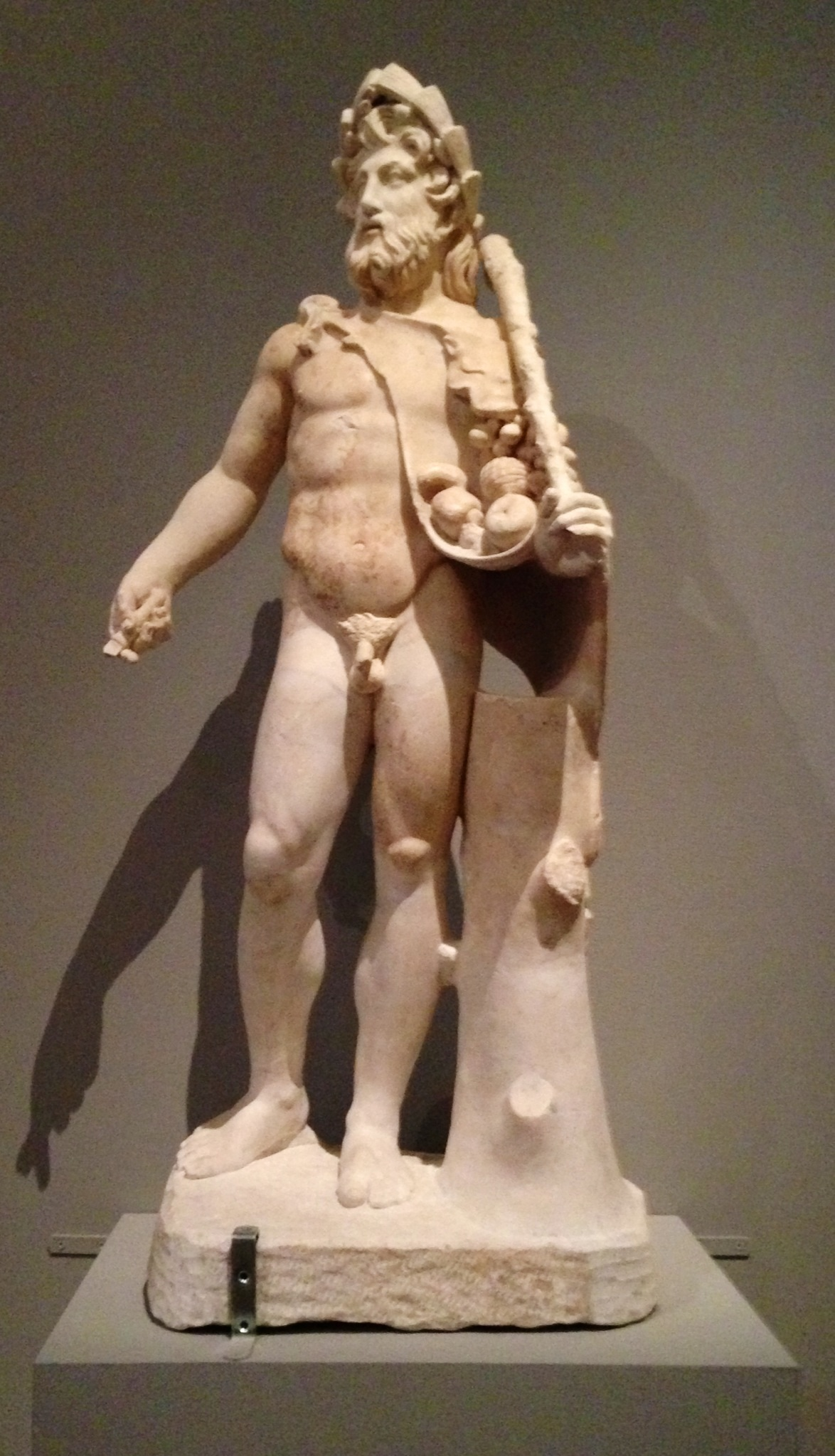
Vertumne, Ier-IIe s. ap. J.C., marbre.
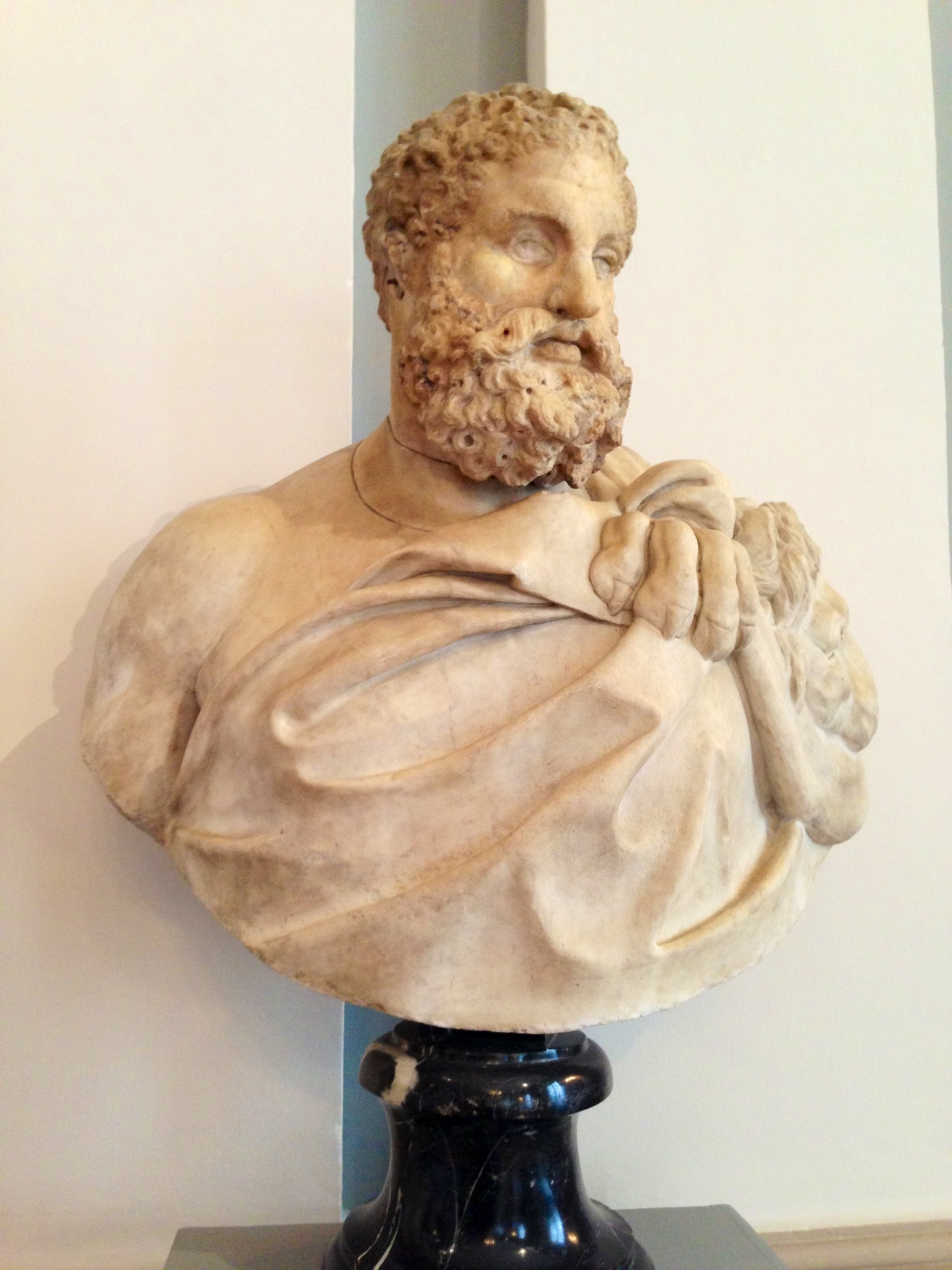
Buste d'Hercule, IIIe s. ap. J.C., marbre.

#### DuXVIIeauXXesiècle
Le musée conserve notamment la Diane chasseresse en bronze de Jean-Antoine Houdon, l'un des rares fontes originales de l'œuvre en marbre exécutée à partir de 1776, ainsi que des œuvres d'Antoine Coysevox (Buste de Louis XIV), Auguste Rodin (Balzac drapé, 1898, bronze), Antoine Bourdelle, Alexander Calder (Mobile, vers 1957, métal peint) et Olivier Debré.

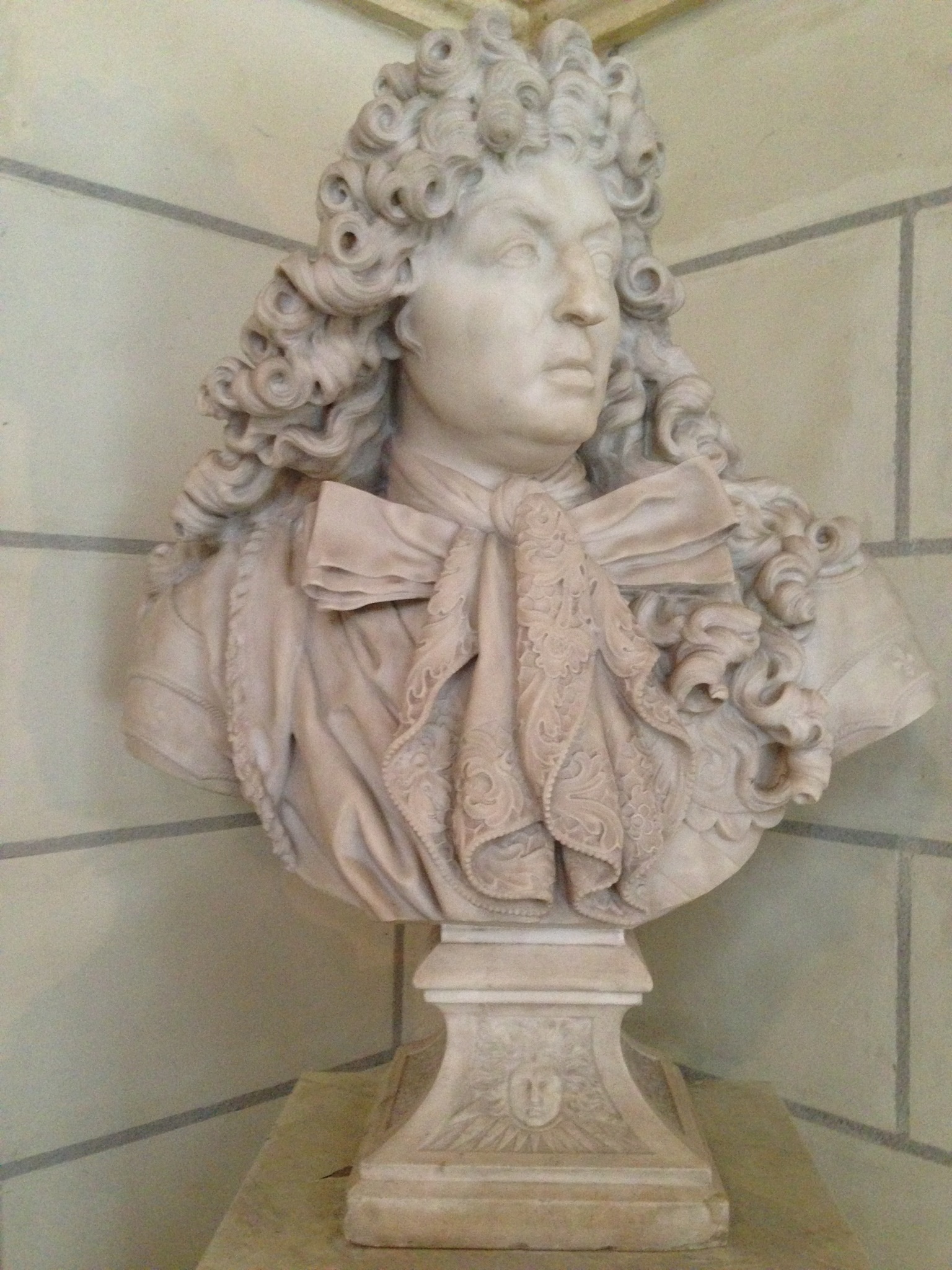
Antoine Coysevox, Buste de Louis XIV, vers 1680.
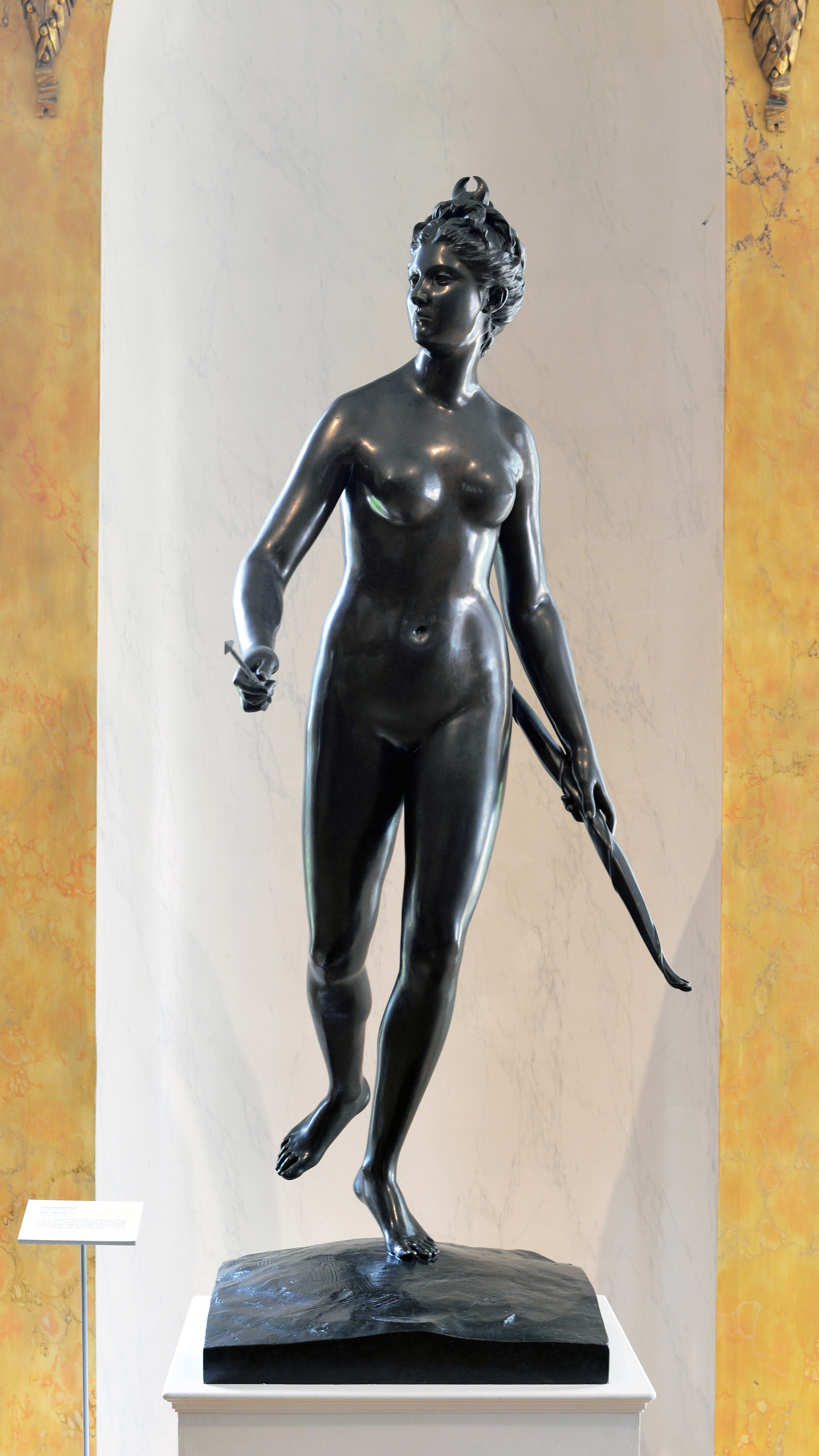
Jean-Antoine Houdon, Diane chasseresse, 1776, bronze.
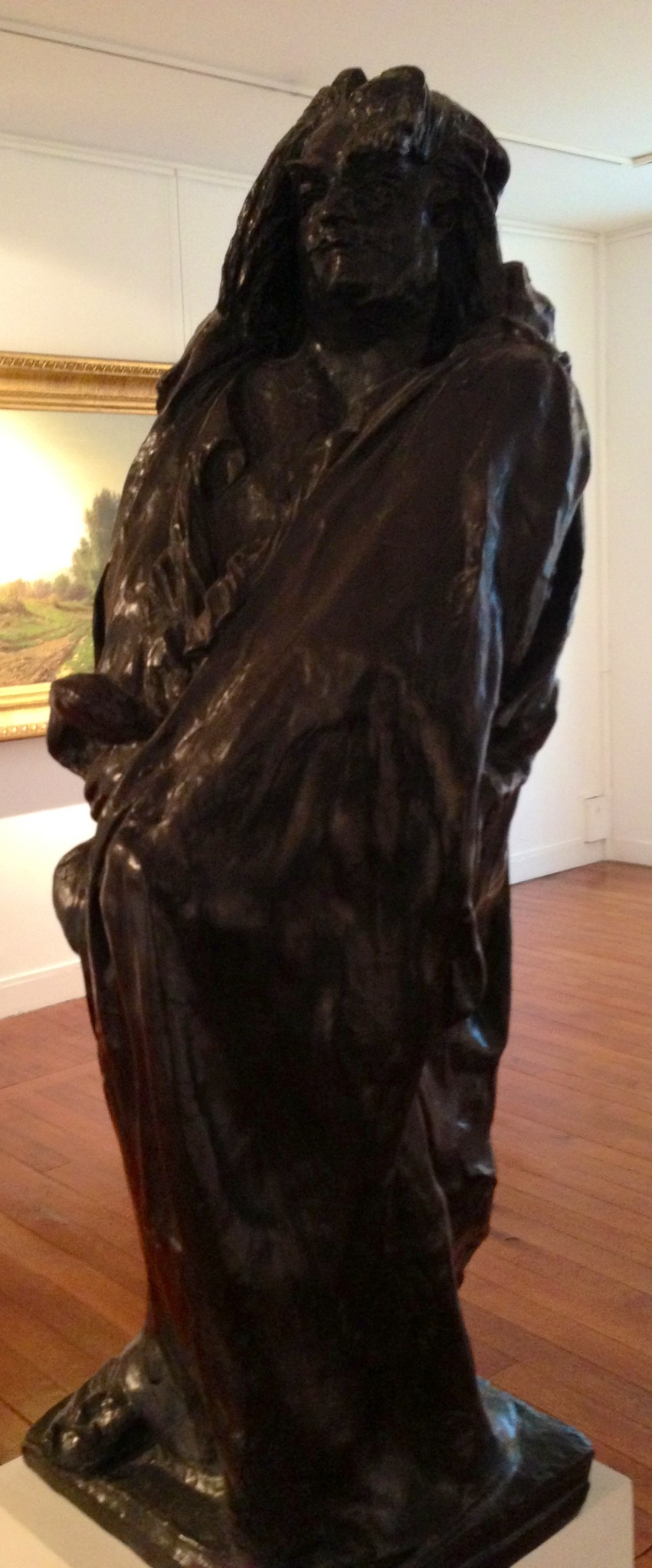
Auguste Rodin, Balzac, 1898.
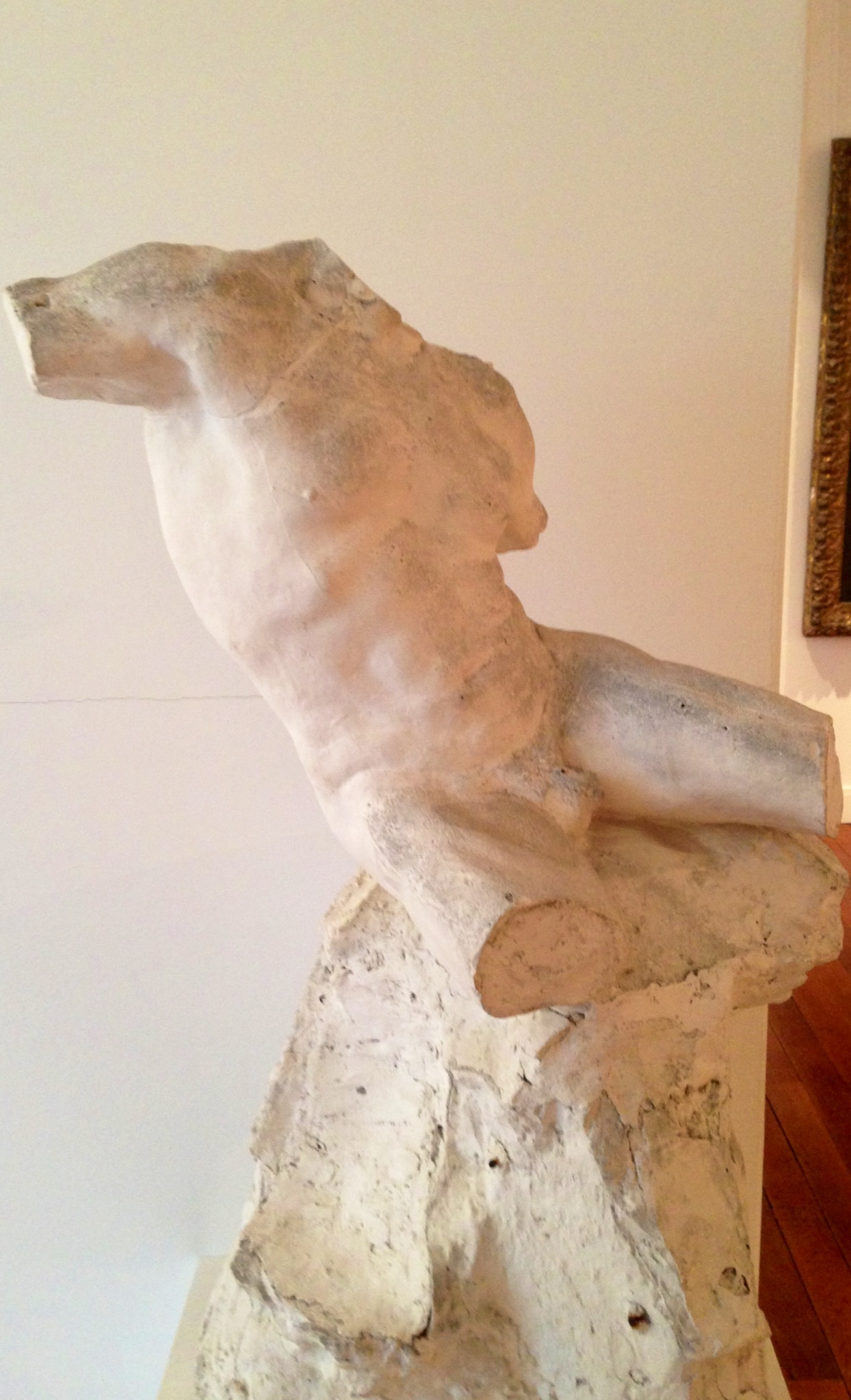
Jules Desbois, Torse de Sisyphe, 1908.
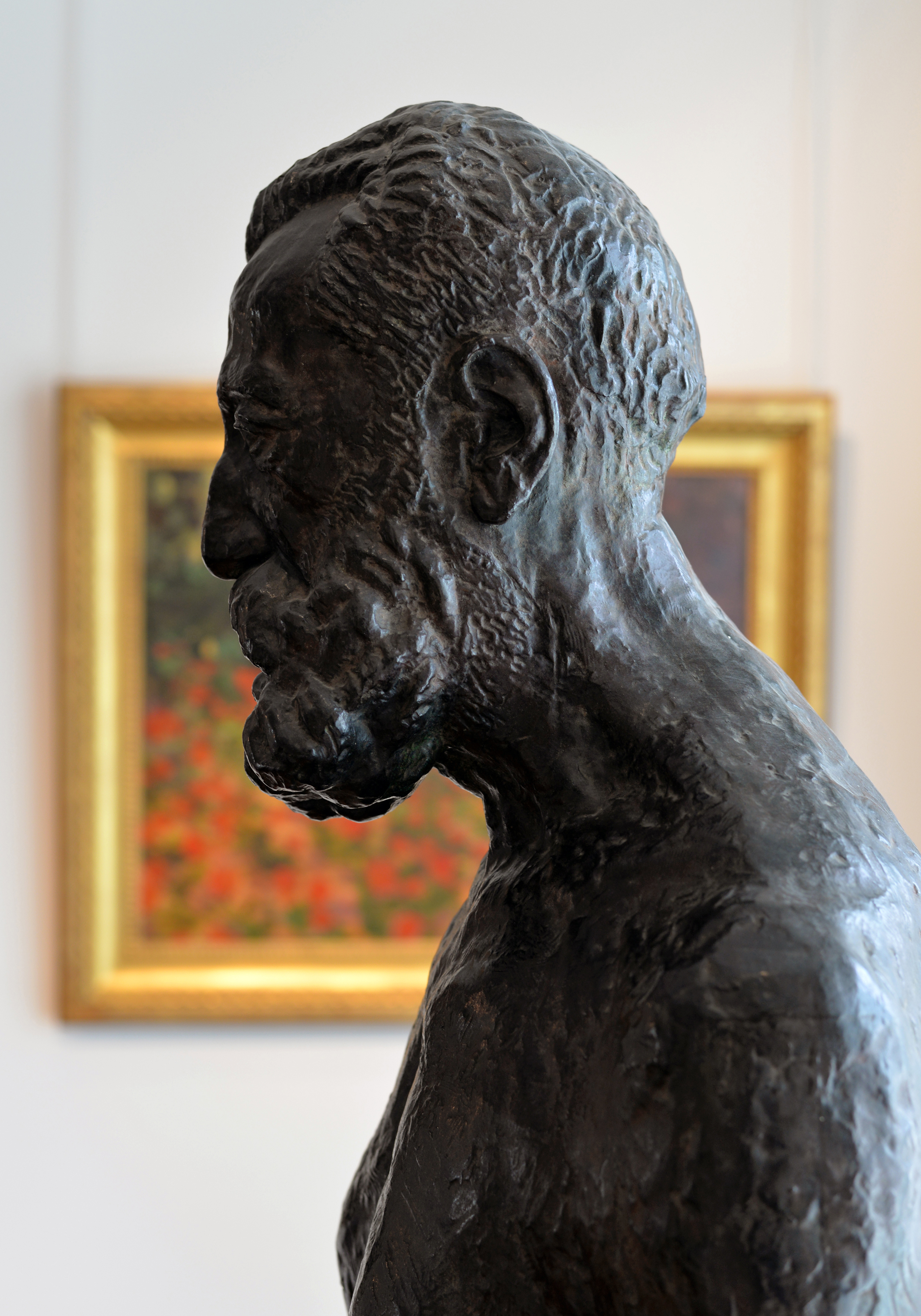
Antoine Bourdelle, Torse nu d'Anatole France, 1919, bronze.

## Service Jeune-Public du musée des Beaux-Arts de Tours avec les lycées d'Indre-et-Loire
Le service jeune public du musée des Beaux-Arts de Tours travaille avec des lycées publics et privés de la métropole de Tours, notamment à travers le programme de seconde pour l'enseignement d'exploration Littérature-Société et Patrimoine.
Par ailleurs, le musée des Beaux-Arts de Tours est en relation avec d'autres établissements comme les écoles primaires. En effet, le musée leur propose différentes activités sur de nombreux thèmes comme l'Antiquité et la peinture italienne.